# Michael Beil
Michael Beil (* 1963 in Weinheim) ist ein deutscher Komponist für zeitgenössische Musik. Charakteristisch für sein Schaffen sind die Kombination von Instrumentalmusik mit Live-Audio und Live-Video sowie die Verwendung szenischer Aktionen. Seit 2007 ist er Professor für elektronische Komposition an der Hochschule für Musik und Tanz in Köln und leitet dort das Studio für elektronische Musik.

## Biographie
Beil studierte von 1984 bis 1993 Klavier und Musiktheorie an der Hochschule für Musik und Darstellende Kunst Stuttgart sowie Komposition bei Manuel Hidalgo. 1996 zog er nach Berlin, unterrichtete Musiktheorie und Komposition an den Musikschulen in Kreuzberg und Neukölln und arbeitete als Leiter der Abteilungen für Studienvorbereitung und für zeitgenössische Musik. Zwischen 2000 und 2007 engagierte er sich in verschiedenen Funktionen in der Berliner Szene der Neuen Musik: als künstlerischer Leiter des Festivals Klangwerkstatt und als Mitbegründer der Gruppe SKART (zusammen mit Stephan Winkler), die Konzerte mit interdisziplinären Konzepten organisierte. Seit 2007 ist er Professor für elektronische Musik an der Hochschule für Musik und Tanz in Köln und Leiter des Studios für elektronische Musik.
Beils internationales Profil spiegelt sich unter anderem in Uraufführungen bei den wichtigsten internationalen Festivals für Neue Musik wie dem Festival Acht Brücken in Köln, Ultraschall in Berlin, ECLAT Stuttgart, Wien Modern, Donaueschinger Musiktage, Musica Straßburg, TRANSIT Leuven und dem Huddersfield Contemporary Music Festival sowie in der Zusammenarbeit mit und Aufführung durch spezialisierte Ensembles wie musikFabrik, Ensemble Modern, Ensemble Mosaik, Ensemble United, Ensemble Garage, Neue Vokalsolisten Stuttgart und Nadar Ensemble.
Beil erhielt Stipendien vom Künstlerhaus Wiepersdorf und der Cité des Arts (Paris) sowie das Heinrich-Gartentor-Stipendium für Videokunst in Thun (Schweiz). Er ist Preisträger des Camillo-Togni-Preises und wurde 1994 für das Nachwuchsforum des Ensemble Modern ausgewählt. Im Jahr 2023 erhielt Beil den Deutschen Musikautor*innen-Preis (GEMA).

## Kompositorische Arbeit
(Quelle:)

### Allgemeines
Beils Arbeiten konzentrieren sich auf die Kombination von Instrumentalmusik, elektronischer Musik und Video. Seine Kompositionen basieren auf Konzepten, die sich auf das Bühnen-Geschehen während eines Konzerts beziehen (insbesondere auf Aktionen, die nicht direkt mit dem Instrumentalspiel verbunden sind) und auf die Offenlegung des Kompositionsprozesses bei der Aufführung. So ist die Situation auf der Bühne oft genau festgelegt, und die Bewegungen der Musiker auf der Bühne werden als integraler Bestandteil der Partitur ausgearbeitet. Mehrere Kompositionen setzen auch szenische Ausstattung und Requisiten voraus. In dieser Hinsicht grenzt die Musik von Beil an Musiktheater. Die musikalische Dimension ist jedoch der Ausgangspunkt seiner Werke. Er selbst spricht daher von „szenischen Kompositionen“.
Ein zentrales Thema im Werk von Beil ist die Entkopplung von Klang und Bewegung. Einmal entkoppelt, nutzt Beil beides als Bausteine, die er zu neuen Konfigurationen rekombinieren kann. Die kausale Beziehung zwischen Bewegung und Klang verliert damit ihre Selbstverständlichkeit. Beils jüngste Beschäftigung mit Virtualität (insbesondere mit der sich verändernden Wahrnehmung der Realität durch die zunehmende Virtualisierung des Alltags) ist eine Erweiterung dieser Idee. Beispiele dafür sind Bluff für Ensemble, Tape und Live-Video (2015) und seine Kompositionen für Musiker ohne Instrumente, wie Key Jack / Jane (2017). Er dekonstruiert in seinem Werk die klassische Konzertsituation durch Übertreibung und Verdoppelung. In exit to enter (2013) zum Beispiel lässt er die Musiker immer wieder auf- und abtreten, und dies auf drei verschiedenen „Bühnen“: (1) dem normalen Spielort der Instrumentalisten, (2) einem zentralen Teil der Bühne mit zwei Hockern, der als Aufnahmebereich fungiert, und (3) der Projektion. Darüber hinaus stellt er (explizit oder nicht) das Kunstwerk als Meisterwerk in Frage, indem er bekannte musikalische Werke in neuen und ungewöhnlichen Kontexten zitiert oder indem er Material, das für ein bestimmtes Instrument idiomatisch ist, transformiert oder dekonstruiert. „Zitate sind für mich das Hauptmaterial“, sagt Beil über seine Verwendung von Zitaten. Wiedererkennbare Zitate aus bestehenden Werken anderer Komponisten sind für Beil inspirierende Bausteine, weil sie emotional aufgeladen sind oder bereits Bezüge aufweisen. Es sind diese Konnotationen, die der Komponist als Material verwendet, um sie über die Um-Kontextualisierung in einer Komposition in neue Bedeutungen zu transformieren. Darüber hinaus stellt Beil seine eigenen Partituren, MAX-Patches und Tonbänder einfach und kostenlos über seine Website zur Verfügung.
Beil schuf die meisten seiner Kompositionen in enger Zusammenarbeit mit den beteiligten Musikern und arbeitete insbesondere regelmäßig mit dem ensemble mosaik und dem Nadar Ensemble zusammen. Für das Nadar Ensemble komponierte er drei groß angelegte Kompositionen, die auch untereinander eine starke Verbindung und Entwicklung aufweisen: Exit to enter (2013), Bluff (2015) und Hide To Show (2021).

### Frühe Arbeiten (bis 1999)
In den 1990er Jahren, bevor er begann, sich mit der Verwendung von Video in seinen Kompositionen zu beschäftigen, schrieb Beil Orchester- und Kammermusikwerke, meist mit Tonband. Diese Kompositionen, die noch den üblichen Konventionen ihrer Gattungen entsprachen, regten zugleich sein Interesse an den visuellen Dimensionen der Konzertaufführung an. In diesem Sinne schufen sie den Boden für Beils spätere künstlerische Arbeit, die sich auf die Interaktion zwischen Ton und Bild konzentriert. Mit Mach Sieben (für Klavier, Video und Tonband) integrierte er 1999 zum ersten Mal zuvor aufgenommenes Video in das Konzept einer Komposition. In diesem Werk, das Beil selbst als Schlüsselwerk bezeichnet, spiegelt sich der Solopianist in einer Videoaufnahme, die neben das Klavier projiziert wird. Zumindest scheint es auf den ersten Blick so. Tatsächlich wird die Aufnahme umgekehrt abgespielt. Da das Werk ein fast exaktes Palindrom ist, läuft das Video parallel zu dem, was live gespielt wird. Durch die Umkehrung wirken die Bewegungen des Pianisten im Video jedoch unnatürlich und die gespielten Klänge nehmen einen umgekehrten Verlauf (Fade aus dem Nichts zum Anschlag hin). Dieser Verfremdungseffekt wird durch einen kurzen gesprochenen Text („Voll mit Zwergen ist mein Weg“), einige sorgfältig komponierte Unterschiede zwischen dem live gespielten Teil und dem voraufgezeichneten Video und die unvermeidlichen geringfügigen zeitlichen Diskrepanzen zwischen den beiden Versionen noch verstärkt. Die Kollision von live gespielten Klavierklängen mit Rückwärts-Klängen in Mach Sieben erinnert klanglich an den Doppler-Effekt, ein Klangphänomen, das er schon als Kind faszinierte. Er wuchs in der Nähe der Formel-1-Rennstrecke Hockenheimring in Süddeutschland auf. Tatsächlich bezieht sich der Titel der Komposition Mach Sieben auf die mit 'Mach' bezeichnete Einheit für die Geschwindigkeit. In der kurzen Videodokumentation Like in a Hamster Wheel spricht Beil über seine Faszination für den Doppler-Effekt, invertierte Klänge und Palindrome.

### Kompositionen mit Live-Video (ab 2006)
Beil arbeitet seit 2006 mit Live-Video. Seit dieser Zeit reichen die erschwingliche Videotechnik und die Verarbeitungsgeschwindigkeit der Computer aus, um Live-Fragmente während des Konzerts aufzunehmen und mit minimaler Latenzzeit zu verarbeiten. Dadurch wurde es möglich, die Videoaufnahmen unmittelbar im Anschluss zu projizieren – auch mehrfach, invertiert oder nicht –, um sie mit denselben Bildern und mit anderen Live-Aktionen zu kombinieren.
Die musikalischen Konzepte, die er auf diese Weise gestaltet, grenzen unmittelbar an das Musiktheater. Für Branng! (2005), Open Source (2008), Belle Nuit (2009), exit to enter (2013) und Bluff (2015) hat Beil im Rahmen dieses Prozesses auch mit dem Regisseur Thierry Bruehl zusammengearbeitet. Die Realisierung solcher Kompositionen erfordert außerdem aufwändige Produktionsbedingungen, ein sehr diszipliniertes Vorgehen und theatralisches Geschick seitens der Musiker. Daher entstehen sie in enger Zusammenarbeit mit den Interpreten.
Exit to enter (2013) ist ein passendes Beispiel dafür, wie Beil in seiner Komposition auf Details der Aufführung eingeht. Beil lässt die Musiker in dieser Komposition immer wieder ins Rampenlicht treten, wo kurze Sequenzen musikalischer Aktionen aufgenommen werden. Diese Aufnahmen werden dann in immer neuen Kombinationen auf eine große Leinwand neben den Musikern projiziert. Die eigentliche musikalische Darbietung bleibt dabei immer im Dunkeln. Beil kappt damit die sichtbare Verbindung zwischen Ursache (den Bewegungen eines Musikers) und Wirkung (den hörbaren Klängen) und lenkt die Aufmerksamkeit umso stärker auf den erwarteten Zusammenhang zwischen beiden. Die vielen Wiederholungen verweisen auch auf die tägliche Studien- und Übungsrealität von Berufsmusikern. „Jede musikalische Darbietung ist eine Art Einschränkung“, erklärt er, „denn jede Millisekunde müssen die richtigen Töne gespielt werden. In Exit to enter wird dies durch den Videopart deutlich sichtbar.“

### Aktuelle Kompositionen
Ein Jahrzehnt später treibt Beil die Verwendung von Live-Video auf die Spitze mit Komposition für Musiker ohne Instrumente, wie Key Jack / Jane für Pianist*in ohne Klavier, Soundtrack und Live-Video (2017) und Caravan für vier Musiker ohne Instrument, Soundtrack und Live-Video (2017). In Key Jack / Jane nimmt der Pianist hinter einem Holzbrett Platz, das von zwei Projektionsflächen flankiert wird. Auf diese werden, wie in exit to enter, Live-Aufnahmen des Interpreten projiziert. Während der Pianist eine komplexe Choreografie ausführt, wird die Musik vollständig als Soundtrack umgesetzt, wobei wiederum großzügig Zitate verwendet werden. Durch diese Neukombination von Bewegung, Bild und Ton entsteht eine Komposition, in der der Performer gleichsam einen Pianisten spielt, während Beil das klassische Bild des Klaviervirtuosen und seines Instruments dekonstruiert.
In Hide To Show für Ensemble, Tonband und Live-Video (2021) stellen sich die Widersprüche zwischen greifbarer Realität und virtueller Welt noch extremer dar. Sechs kleine Räume werden auf der Bühne eingerichtet; das Publikum scheint in den Backstage-Bereich zu blicken, wo sich die Musiker auf den Auftritt vorbereiten. Sie spielen ein paar Töne, ziehen sich um oder tanzen zur Musik in ihren Kopfhörern. Manche Aktionen wirken locker und spontan, andere sind offensichtlich streng choreografiert. Aber es ist nicht alles zu sehen. Die kleinen Räume lassen sich mit Jalousien öffnen und schließen. Die Musiker verbergen sich buchstäblich, um zu zeigen (hide to show). Bei offenen Jalousien kann das Publikum in die Räume schauen. Geschlossen verbergen sie das Kommen und Gehen der Musiker. Zugleich werden die Jalousien zur Projektionsfläche. Die Musiker verstecken sich hinter ihren Kostümen, hinter Vorhängen und Aufnahmen von sich selbst, wobei die wirklichen Personen unsichtbar bleiben. Was zunächst eine flüchtige Bewegung ist, wird durch Wiederholung, Verdoppelung und Nachahmung im Detail hervorgehoben. Eine besondere Rolle spielt die Entstehung eines YouTube-Hits und seine Reise in die Hyperrealität und eine Parodie auf das Video zu In my room von The Beach Boys. Dabei wird immer weniger klar, wo die greifbare Realität endet und die virtuelle Realität beginnt.

## Werke
(Quelle:)
- Stops, für Klavier und Tape (1992)
- Nexus, für zwei Klaviere und Tape (1995)
- Klavierquartett, für Klavierquartett and Tape (1997)
- Und Neun ist Eins, für Saxophon, Klavier, Schlagzeug, Klavier und Tape (1998)
- Und Acht, für Akkordeon, Tape und Video (1999)
- Aus Eins mach Zehn, für Orchester und Tape (2000)
- Mach Sieben, für Klavier, Tape und Video (2000)
- Und Sechs, für sechs Instrumente und Tape (2000)
- Aus Fünf, für sechs Instrumente, Tape und Video (2001)
- Die Drei, für sechs Sänger (2002)
- Batterie, für Drumset und Tape mit optionalem Video (2003)
- Die Zwei, für Flöte und Klaver mit Tape und Video (2004)
- Brangg!, für Countertenor, einen Schauspieler und eine Schauspielerin mit Tape und Video (2005)
- Karaoke Rebranng!, für Saxophon/Klarinette, Violine/Bratsche, Schlagzeug, Klavier, Live-Audio und Live-Video (2006)
- open source, für Sopran, Violine, Bratsche, Violoncello, Tape und Video (2008)
- Belle Nuit, für Flöte, Violine, Bratsche, Violoncello, Tape und Video (2009)
- Doppel, für zwei Klaviere, live-audio und live-video (2009)
- Blinded, for Countertenor, zwei Schauspieler, Streichquartett und Tape (2010)
- along, für E-Gitarre und Tape, mit oder ohne Live-Video (2011/2022)
- BLACKJACK, für Ensemble, Live-Audio und Live-Video(2012)
- exit to enter, für Ensemble, Live-Audio und Live-Video (2013)
- swap, für Flöten, Oboen, Klarinetten, Live-Audio und Live-Video (2014)
- Bluff, für Ensemble, Tape und Live-Video (2015)
- sugar water, für Ensemble, Tape und Live-Video (2015)
- String Jack, für Cello, Tape und Live-Video (2016)
- Key Jack / Key Jane, für Pianist*in, Live-Audio und Live-Video (2017)
- Caravan, für vier Instrumentalisten, Tape und Live-Video (2017)
- transit, für sechs Sänger, Ensemble, Tape und Live-Video (2018)
- mimikry, für 4 EWIs, Live-Audio und Live-Video (2020)
- Hide To Show, für Ensemble, Tape und Live-Video (2021)
- Deep Blue, für zwei Spieler mit Controllern, Live-Audio und Live-Video (2022)
- backslash, für Ensemble, Kameramann/-frau, Tape und Live-Video (2022)